# Jacobina (microregio)
Jacobina is een van de 32 microregio's van de Braziliaanse deelstaat Bahia. Zij ligt in de mesoregio Centro-Norte Baiano en grenst aan de mesoregio Nordeste Baiano in het westen, de microregio Senhor do Bonfim in het noorden, de mesoregio Vale São Francisco da Bahia in het noordwesten, de microregio Irecê in het westen, de mesoregio Centro-Sul Baiano in het zuidwesten en de microregio Itaberaba in het zuiden en zuidoosten. De microregio heeft een oppervlakte van ca. 18.341 km². Midden 2004 werd het inwoneraantal geschat op 309.766.
Zestien gemeenten behoren tot deze microregio:
| - Caém - Caldeirão Grande - Capim Grosso - Jacobina - Miguel Calmon - Mirangaba - Morro do Chapéu - Ourolândia | - Piritiba - Ponto Novo - Quixabeira - São José do Jacuípe - Saúde - Serrolândia - Várzea do Poço - Várzea Nova |

Mesoregio's: Centro-Norte Baiano · Centro-Sul Baiano · Extremo Oeste Baiano · Metropolitana de Salvador · Nordeste Baiano · Sul Baiano · Vale São-Franciscano da Bahia

Microregio's: Alagoinhas · Barra · Barreiras · Bom Jesus da Lapa · Boquira · Brumado · Catu · Cotegipe · Entre Rios · Euclides da Cunha · Feira de Santana · Guanambi · Ilhéus-Itabuna · Irecê · Itaberaba · Itapetinga · Jacobina · Jequié · Jeremoabo · Juazeiro · Livramento do Brumado · Paulo Afonso · Porto Seguro · Ribeira do Pombal · Salvador · Santa Maria da Vitória · Santo Antônio de Jesus · Seabra · Senhor do Bonfim · Serrinha · Valença · Vitória da Conquista